# Wenigenburg (Gudensberg)
Die Wenigenburg (auch Unternburg oder Hiegenberg) ist eine abgegangene romanische Höhenburg auf 226 m ü. NN in der nordhessischen Stadt Gudensberg. Sie war eine Vorburg der Obernburg.

## Geschichte

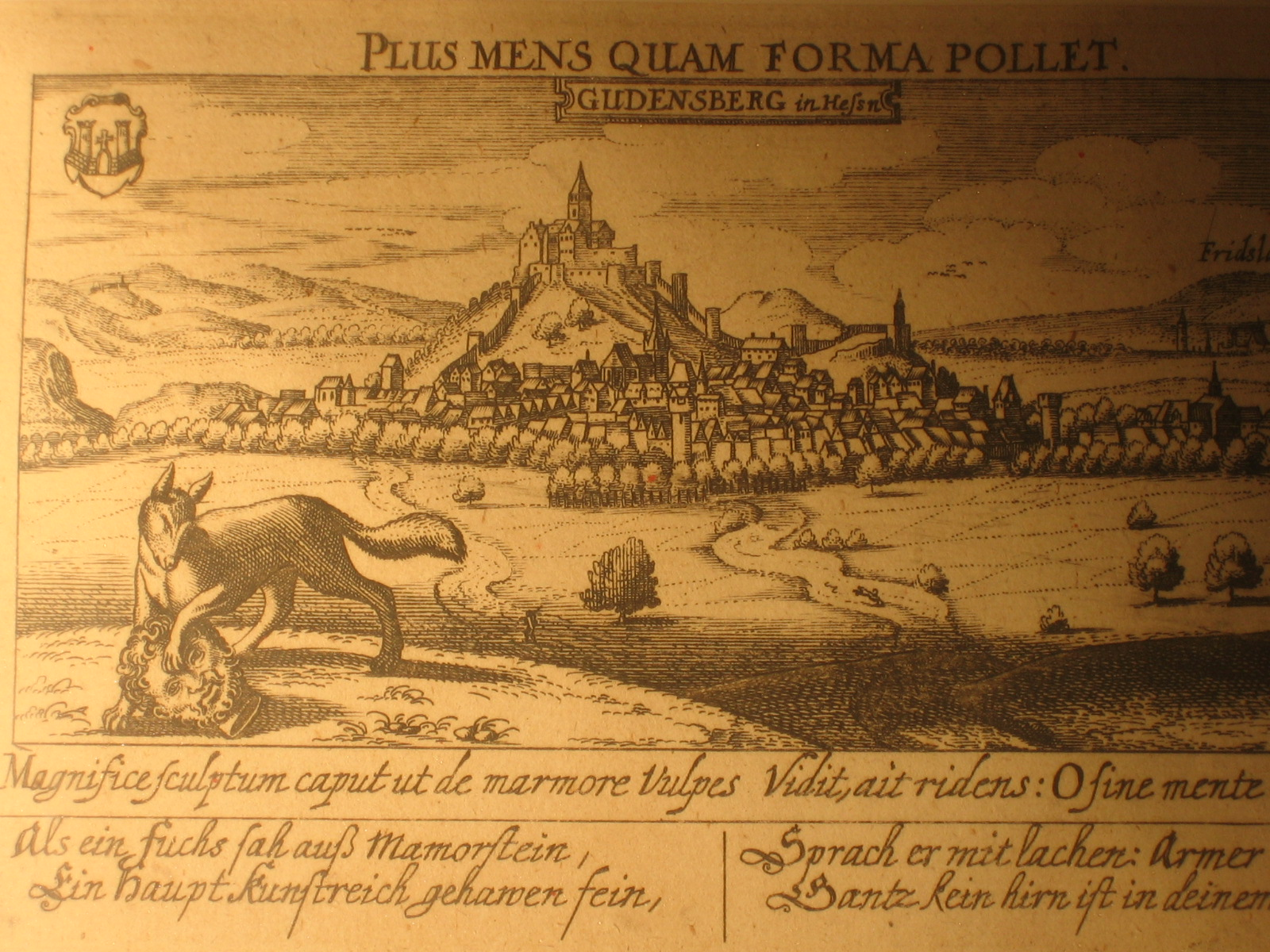
Kupferstich nach Matthäus Merian d. Ä. von Gudensberg mit Umgebung, um 1850; Obernburg links, Wenigenburg rechts

Baujahr und Bauherr sind unbekannt, doch entstand die Burg wahrscheinlich aus einem Wirtschaftshof der Obernburg, auf dem der Obernburg  vorgelagerten Basaltkegel und war wohl schon zu Zeiten der Hessengaugrafen aus dem Geschlecht der Werner befestigt. Landgraf Heinrich I. von Hessen zahlte 1272 "25 Schillinge leichter Heller" an die Wächter der "Unternburg".
1312 wurde die Burg im Zusammenhang der Zurückgewinnung für die Landgrafschaft Hessen von Graf Heinrich IV. von Waldeck erstürmt. Bei der Belagerung von Gudensberg im Jahr 1387 wurde sie am 2. September 1387 durch den Mainzer Erzbischof Adolf I. von Nassau nach vergeblicher Verteidigung durch Thile von Wehren restlos zerstört und nicht wieder aufgebaut. Teile wurden später in der Gudensberger Stadtbefestigung verbaut.
Im 16. und 17. Jahrhundert entstanden vermutlich Teile der heutigen Gebäude. Turmwächter bewohnten die Wenigenburg; sie alarmierten bei Feuergefahr die Bewohner der Stadt. Ab 1717 wohnte der Stadtmusikus, der gleichzeitig für die Feueralarmierung zuständig war, auf dem Berg.
Von 1738 bis 1860 war die Familie Lukas und ab 1862 die Familie Hiege Eigentümer der Burg. Letztere gründeten auf der Wenigenburg eine Musikschule. Nach dem Sonntagsgottesdienst bliesen die Musikschüler Choralmusik vom Berg. Der Berg wurde deshalb von den Gudensbergern der „Hiegenberg“ genannt. 1900 wurde die Musikschule aufgegeben. Vom Ende des 19. Jahrhunderts bis 1975 befand sich in der Burg eine Gaststätte. 1911 fand der 23. Hessische Städtetag im neu errichteten Großen Saal statt. 
Nach grundlegender Restaurierung ist die Wenigenburg heute in Privatbesitz.

## Bildliche Darstellung
Die nachweislich älteste bildliche Darstellung der Wenigenburg ist in Wigand Gerstenbergs Landeschronik von Thüringen und Hessen abgebildet. 1627 wurde der Stich der Stadt Gudensberg des Kupferstechers Matthäus Merian d. Ä. angefertigt. In der Topographia Germaniae verlegte Matthäus Merian 1642 bis 1688 diese Ansicht der Wenigenburg.